# Tmesisternus trapezicollis
Tmesisternus trapezicollis es una especie de escarabajo del género Tmesisternus, familia Cerambycidae. Fue descrita científicamente por Heller en 1914.
Habita en Papúa Nueva Guinea. Esta especie mide 17-21 mm.